# Edgar Cayce
Edgar Cayce (født 1877 i Kentucky, død 1945 i Virginia) var en amerikansk clairvoyant, som hævdede, at han kunne kanalisere beskeder fra sit højere selv.. Disse kanaliseringer skete under trance, hvor han faldt i søvn – deraf hans tilnavn ”den sovende profet”. Under kanaliseringerne svarede han på mødedeltagernes spørgsmål om så forskelligartede emner som healing, reinkarnation, drømme, efterlivet, ernæring, Atlantis og fremtidige begivenheder. Edgar Cayce mente, at hans ubevidste sjæleliv udforskede drømmesfæren, hvor han mente at sjælene var tidløst forbundne. Den amerikanske religionsforsker Michael York anser ham for at være den vigtigste kilde til New age-bevægelsen.